# XPS Viewer
Der XPS Viewer ist eine Komponente der Windows-Betriebssysteme, die es ermöglicht, Dokumente im XML-Paper-Specification-Format (XPS) anzusehen, zu drucken und auch andere Dokumente und Websites als XPS zu speichern. Er ist in Windows Vista, Windows 7, Windows 8/8.1 und frühen Versionen von Windows 10 enthalten und kann für Windows XP nachinstalliert werden. Seit der Version 1803 von Windows 10 ist er nicht mehr vorinstalliert und kann über die Systemsteuerung als optionales Feature aktiviert werden. Es ist auch möglich, dem Dokument Signaturen und Berechtigungen hinzuzufügen. Der XPS Viewer kann über die Systemsteuerung entfernt werden.

## Alternativen
Das weiter verbreitete PDF-Format bietet ähnliche Funktionen, funktioniert jedoch plattformunabhängig. Im Gegensatz zu dem PDF-Format ist der XPS Viewer bei den oben genannten Betriebssystemen vorinstalliert.